# Vattenport

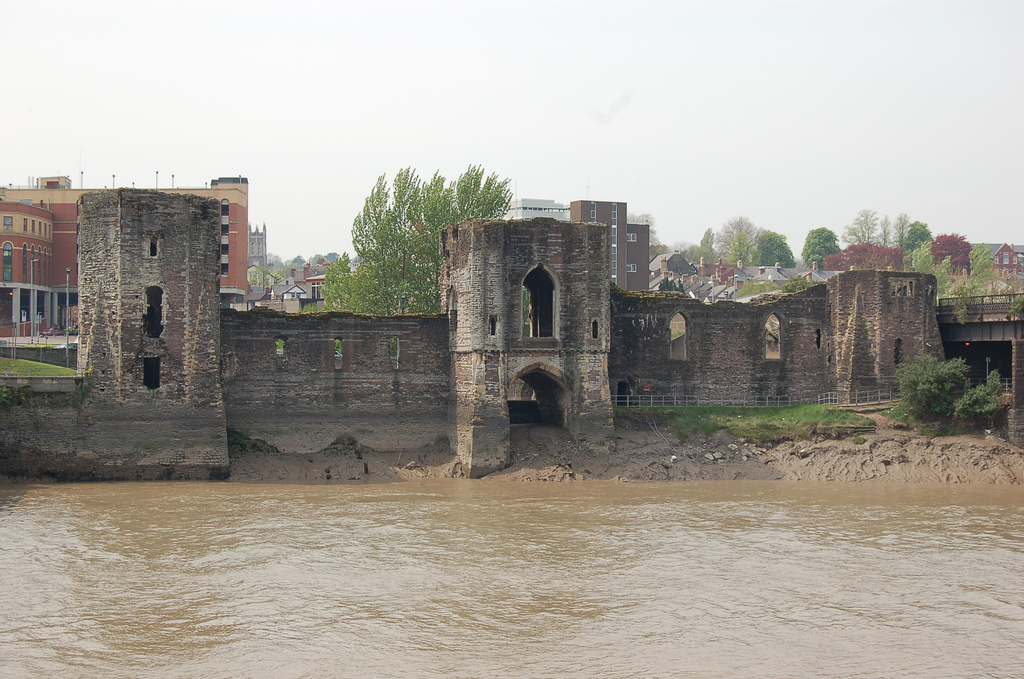
Newport Castle i Wales.

En vattenport var en befäst öppning i stadsmur eller fästning som ledde direkt till en kaj, flodsida eller hamn. Under medeltiden gav dessa möjlighet för människor och förnödenheter att nå slott eller befästning direkt från vattnet, och på samma sätt tillät de direkt tillgång till vattentransporter.

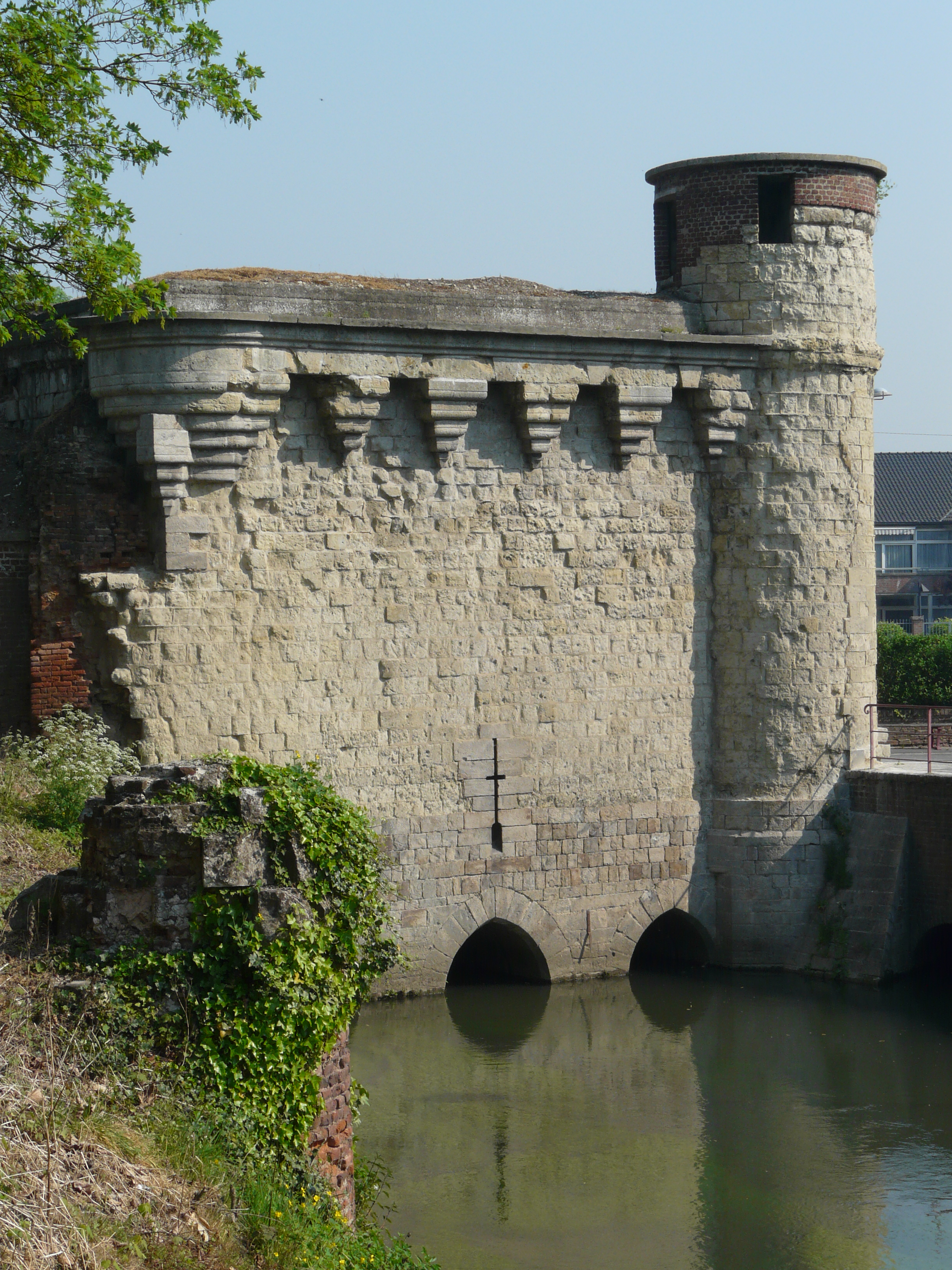
Tour des Arquets i Cambrai.